# Toxostoma crissale
Toxostoma crissale (лат.) — вид птиц рода кривоклювых пересмешников семейства пересмешниковых. Выделяют 3 подвида. 

## Описание
Птица среднего размера длиной 32 см и массой от 53,2 до 70,0 г. Половой диморфизм не выражен. Верхняя часть тела однотонная, серовато-коричневая; или коричневато-пепельная, со слабым оливковым оттенком; или почти однородная пепельно-коричневая. Нижняя часть тела несколько более бледного оттенка того же цвета, что и верхняя часть тела. Окраска оперения крыльев и хвоста более насыщенного тёмного цвета, как и окраска верхней части тела. Горло и подбородок белого или тускло-белого цвета. Передняя часть груди ржаво-жёлтая. Надхвостье и кроющие хвоста каштанового, каштанового-рыжеватого и коричнево-каштанового цвета. Нижняя часть крыльев винно-коричневого цвета. Щеки и кроющие ушей охристо-коричневые, испещрённые белыми полосками. Длинный, сильно изогнутый клюв чёрного цвета. Радужная оболочка у взрослых особей коричневая или коричневато-соломенного цвета; у птенцов сначала серая, затем приобретает цвет слоновой кости. Ноги и ступни черноватые или темно-оливково-коричневые, когти чёрные; у птенцов ноги более чёрные, чем у взрослых.

## Биология
Эта птица редко летает, предпочитая ходить или бегать по своей территории. Самец и самка совместно строят чашеобразное гнездо из веток и выстилают более мелкой растительностью. Яйца голубого цвета и без пятен. В кладке 2—3 яйца, их инкубируют в течение примерно 2 недель как самка, так и самец. Птенцы оперяются через 11—13 дней после вылупления. Вид является всеядным, питается как насекомыми и пауками, так и семенами и фруктами. Это птица в основном питается на земле, используя свой длинный клюв для поиска добычи среди опавших листьев, особенно под кустами.
В первые годы изучения птиц западной части Северной Америки этот вид путали с Toxostoma redivivum. Описания T. redivivum в книге Джона Кассина 1856 года привели более поздних орнитологов к выводу, что по крайней мере три из описанных птиц на самом деле принадлежали к виду Toxostoma crissale. 